# Брдце над Добрно
Брдце над Добрно (словен. Brdce nad Dobrno) је насељено место у општини Добрна, Савињска регија, Словенија.

## Историја
До територијалне реорганизације у Словенији било је у саставу старе општине Цеље.

## Становништво
У попису становништва из 2011. године, Брдце над Добрно је имало 83 становника.
| Број становника према пописима | Број становника према пописима | Број становника према пописима |
| ------------------------------ | ------------------------------ | ------------------------------ |
| 1991                           | 2002                           | 2011                           |
| 83                             | 94                             | 83                             |

Напомена: До 1953. исказивано под именом Брдце.